# Джакомо IV Кріспо
Джакомо IV (італ. Giacomo IV Crispo; д/н — 1576) — 21-й герцог Архіпелагу (Наксосу) в 1564—1566 роках.

## Життєпис
Походив з веронського роду Кріспо. Другий син Джованні IV, герцога Архіпелагу, та Адріани Гоццадіні. Про молоді роки обмаль відомостей. Після смерті старшого брата Франческо напочатку 1550-х років був оголошений спадкоємцем трону та призначений губернатормо островів Парос і Санторині.
1564 року успадкував владу. На той час герцогство опинилося у вкрай складній ситуації: через плату данину османам та тривалі напади турецьких корсарів економіка зубожила, загальне населення зменшилося до 6 тис. осіб.
1566 року за скаргою католиків (або грецьких архонтів) османські війська на 4 галерах висадилися на Наксосі. Джакомо IV Кріспо загратували у власному палаці на півроку. Потім він втік до Риму, а звідти до Венеції, громадянином якої був. Продав свої права на герцогство Архіпелаг венеційцям, поступив у венеційський флот, в складі якого брав участь у війні з Османською імперією за о. Кіпр у 1570—1573 роках. Помер 1576 року у Венеції.

## Родина
Дружина — Сесіль Соммаріпа
Діти:
- Джованні
- Франческо
- Маркантоніо
- Адріана
- Кант'яна
- Катерина